# Focke-Wulf Kranich III
Der Kranich III ist ein doppelsitziges Segelflugzeug der Bremer Focke-Wulf GmbH. Nach der Freigabe des Segelfluges durch die Alliierten war der Doppelsitzer das erste seit dem Ende des Zweiten Weltkriegs in Deutschland entwickelte und gebaute Leistungssegelflugzeug und gleichzeitig die letzte Segelflugzeugkonstruktion von Hans Jacobs.

## Geschichte
Die Aufhebung des seit Kriegsende bestehenden Flug- und Bauverbots für Segelflugzeuge im Jahr 1951 führte bei den Bremer Focke-Wulf-Werken zu Bestrebungen, den Flugzeugbau wieder aufzunehmen. Nach der Verpflichtung des bekannten Vorkriegskonstrukteurs Hans Jacobs wurde zunächst dessen Erfolgsmodell DFS Weihe in einer überarbeiteten Version produziert, bevor dieser sich an einen komplett neuen Entwurf wagte. Zusammen mit dem Mitarbeiter Richard Koitzsch wurde innerhalb weniger Monate ein doppelsitziges Leistungssegelflugzeug konstruiert und gebaut.
Der Erstflug des Prototyps mit dem Kennzeichen D-3002 erfolgte am 1. Mai 1952 auf dem Flughafen Bremen mit Hanna Reitsch am Steuer.

## Konstruktion
Mit der 1936 entwickelten Vorgängerkonstruktion DFS Kranich II haben die bei Focke-Wulf gebauten Maschinen lediglich den Namen und die Anzahl der Sitze gemeinsam. Der Kranich III ist ein freitragender Mitteldecker in Gemischtbauweise. Der Rumpf ist eine mit Stoff bespannte Stahlrohrkonstruktion mit hintereinander angeordneten Sitzen und Doppelsteuer.
Die Tragflächen sind in Holzbauweise ausgeführt, bespannt und an Jacobs’ Vorkriegskonstruktion DFS Weihe angelehnt, jedoch mit vergrößerter Flügelfläche. Zur Verringerung des induzierten Luftwiderstands sind Randkeulen an den Tragflächenenden angebracht. Die als Landehilfe eingebauten Schempp-Hirth-Bremsklappen erzeugen bei Betätigung ein charakteristisches Pfeifgeräusch. Von Werk aus existieren verschiedene Fahrwerkskonfigurationen. Neben einer Version mit durchgehender Hauptkufe und abwerfbarem Zweiradfahrwerk gab es wahlweise ein bremsbares Hauptrad mit Bugrad oder einer Bugkufe.
Im Vergleich zu anderen Doppelsitzern seiner Zeit wie dem Doppelraab und der Schleicher Ka 4 war der Kranich III weniger als robustes und gutmütiges Schulflugzeug ausgelegt, sondern primär als Leistungsflugzeug. Trotzdem hat die Maschine äußerst ausgewogene Flugeigenschaften. Der DAeC-Index beträgt 80.

## Erfolge
An den Segelflug-Weltmeisterschaften 1952 in Spanien auf dem Flugplatz Cuatro Vientos nahe Madrid nahm erstmals nach Kriegsende wieder eine deutsche Delegation teil. Focke-Wulf stellte kurzfristig die beiden ersten, wenige Wochen zuvor fertiggestellten, Serienflugzeuge des Kranich III für die Teilnehmer in der Doppelsitzerklasse zur Verfügung. Den Flugzeugführern blieb somit nur eine kurze Trainings- und Eingewöhnungsphase. Trotz dieser widrigen Umstände wurden Ernst Frowein Vizeweltmeister und Hanna Reitsch Dritte.
Der spätere Doppelweltmeister Heinz Huth wurde 1955 auf Kranich III Deutscher Meister.
Der letzte von der FAI anerkannte Weltrekord im Dauersegelflug wurde 1954 von den beiden Franzosen Bertrand Dauvin und Henry Couston auf Kranich III aufgestellt. Der Flug wurde vom 6. bis 8. April durchgeführt und dauerte insgesamt 57 Stunden und 10 Minuten.

## Technische Daten
| Kenngröße              | Daten                |
| ---------------------- | -------------------- |
| Besatzung              | 2                    |
| Länge                  | 9,08 m               |
| Spannweite             | 18,10 m              |
| Flügelfläche           | 21,06 m²             |
| Flügelstreckung        | 15,56                |
| Flächenbelastung       | 19,9–26,1 kg/m²      |
| Gleitzahl              | 30 bei 95 km/h       |
| Geringstes Sinken      | 0,70 m/s bei 70 km/h |
| Leermasse              | 330 kg               |
| max. Startmasse        | 550 kg               |
| Mindestgeschwindigkeit | 65 km/h              |
| Höchstgeschwindigkeit  | 180 km/h             |

## Erhaltene Exemplare
Nur wenige flugfähige Exemplare von insgesamt 40 gebauten Kranich III sind erhalten geblieben. Ein in der Jugendbildungsstätte Ratzeburg restaurierter Kranich III mit dem Kennzeichen D-2011 wurde im November 2016 durch das Bundesland Schleswig-Holstein als „bewegliches technisches Denkmal“ anerkannt.
Öffentlich ausgestellte Exemplare befinden sich unter anderem im Deutschen Segelflugmuseum auf der Wasserkuppe (ehemaliges Höhenforschungsflugzeug) und im Museum der spanischen Luftwaffe in Cuatro Vientos. Ein weiterer Kranich III hängt unter der Decke im Terminal C des Flughafens Hannover.

## Sonstiges
Der Preis eines Kranich III betrug 1955 ca. 15.000 Deutsche Mark, was nach heutiger Kaufkraft etwa 46.000 EUR entspricht.
Die Musterbetreuung wird durch die Eichelsdörfer GmbH in Bamberg gewährleistet.